# Hotel Krka
Hotel Krka je hotel v Novem mestu, del Term Krka.
Najzgodnejši zapisi o hotelu Krka segajo v leto 1878, takrat je bila lastnica Magdalena Kutner, ki je bila tudi lastnica gostilne Kutner. Leta 1889 je hišo kupil Fran Kovač, od leta 1895 se je imenovala Restavracija Pri pošti. V njej je bilo 10 sob ter za tiste čase imenitna restavracija, kjer so prirejali koncerte, plese in zabave. Restavracija ter hotel sta prehajala iz rok v roke ter obratovala skoraj neprekinjeno do leta 1943. Med 2. svetovno vojno je bila v sobi Hotela Metropol okrožna partijska tehnika, ki je razmnoževala ilegalno literaturo.